# Trans-Mediterranean Renewable Energy Cooperation

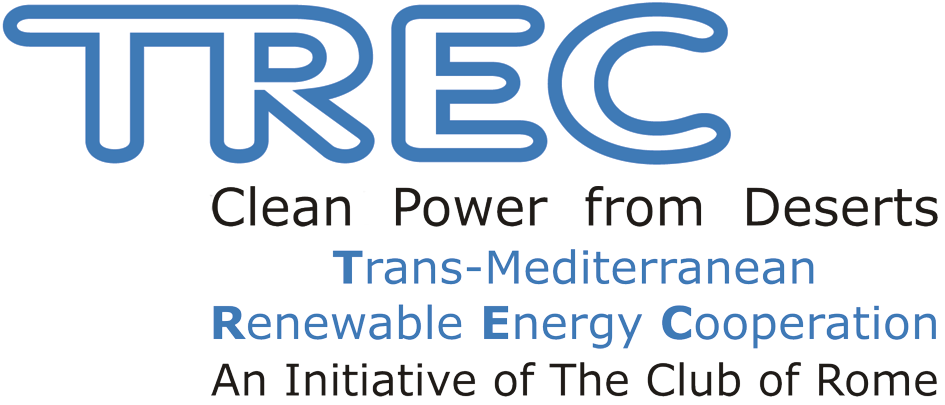
Logo van TREC

Het Trans-Mediterranean Renewable Energy Cooperation (TREC) is een initiatief van de Club van Rome en de Hamburg Klimaatbeschermingsorganisatie dat zich bevindt in het veld van de hernieuwbare energie. De organisatie werd opgericht in september 2003 en ontwikkelde een realiseerbaar concept voor energie, water en klimaatzekerheid in Europa, het Midden-Oosten en Noord-Afrika (kortweg: EU-MENA (Europe, Middle East, Northern Africa)). Aangezien de oprichters zelf baat hebben bij de implementatie van dit concept heeft de TREC zich nu de implementatie van zijn concept tot doel gesteld. Dit in samenwerking met de publieke en private sector.
Een internationaal netwerk van wetenschappers, politici en specialisten op het gebied van de hernieuwbare energie en hun ontwikkeling vormt de kern van TREC. De bijna 50 leden van TREC (waaronder Zijne Koninklijke hoogheid Prins Hassan bin Talal van Jordanië) staan regelmatig in contact met de verschillende regeringen en privé-investeerders, met als doel hen beter in te lichten over de vele voordelen van het gezamenlijk gebruikmaken van zonne- en windenergie en het promoten van verschillende projecten hieromtrent.

## Stand van zaken
Enerzijds wordt verwacht dat tegen het midden van de 21e eeuw het merendeel van de bestaande voorraden fossiele brandstoffen opgebruikt zijn.
Deze brandstoffen zijn nodig voor onder meer elektriciteitscentrales, verwarming en auto's (zie ook Peak Oil). Een merkbare vermindering van de wereldwijde vraag naar fossiele brandstoffen is nog niet in zicht, alhoewel zo'n vermindering essentieel is om de gevaren ten gevolge van de Opwarming van de aarde tegen te gaan.
Anderzijds is het ook zeker dat zelfs met een daling van de vraag dit enkel een uitstel van executie is en dat we uiteindelijk zonder fossiele brandstoffen zullen vallen.
Bijgevolg is een omschakeling naar hernieuwbare energie de enige oplossing op lange termijn om problemen zoals energietekort en milieuschade te voorkomen. En alhoewel het Europese continent een groot potentieel bezit voor geothermische, wind-, hydro- en zonne-energie, is de ontginning van deze bronnen zeer kostbaar en heeft ze vele beperkingen in het dichtbevolkte Europa. Verder is de vraag naar energie groot op momenten dat de duurzame energieopwekking in Europa betrekkelijk laag is, namelijk een hoge vraag in de winter en hoge duurzame energieopwekking in de zomer.

## De onderzoeken

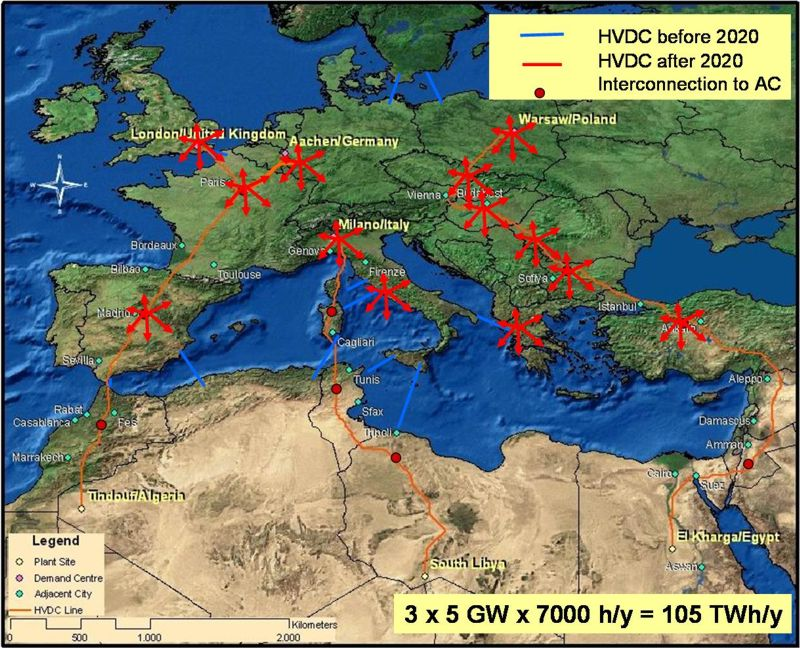
HVDC-interconnectoren die geanalyseerd werden in een studie van het DLR TRANS-CSP voor trans-mediterraans stroomtransport

TREC werd opgericht met als doel het sneller en goedkoper leveren van schone energie voor Europa, Noord-Afrika en het Midden-Oosten door samenwerking tussen de landen in dit gebied. Door het toevoegen van energie uit de woestijn aan de Europese voorraden aan hernieuwbare energie kan Europa op veel kortere tijd zijn klimaatdoelstellingen bereiken, energiezekerheid verwerven en de sociaal-economische ontwikkeling van Noord-Afrika ondersteunen. TREC heeft meegewerkt aan twee studies over het potentieel aan hernieuwbare energie in EU-MENA en de verwachte vraag naar water en energie in EU-MENA tot 2050 en de implementatie van een intercontinentaal elektriciteitsnet tussen de MENA-regio en Europa. Deze studies werden uitgevoerd op vraag van het Duits ministerie voor het Milieu, natuurbescherming en nucleaire veiligheid en werden uitgevoerd door het Deutsches Zentrum für Luft- und Raumfahrt. Ze werden uitgewerkt tussen 2004 en 2006 en dragen de namen MED-CSP en TRANS-CSP (zie ook de externe links).

## Het concept

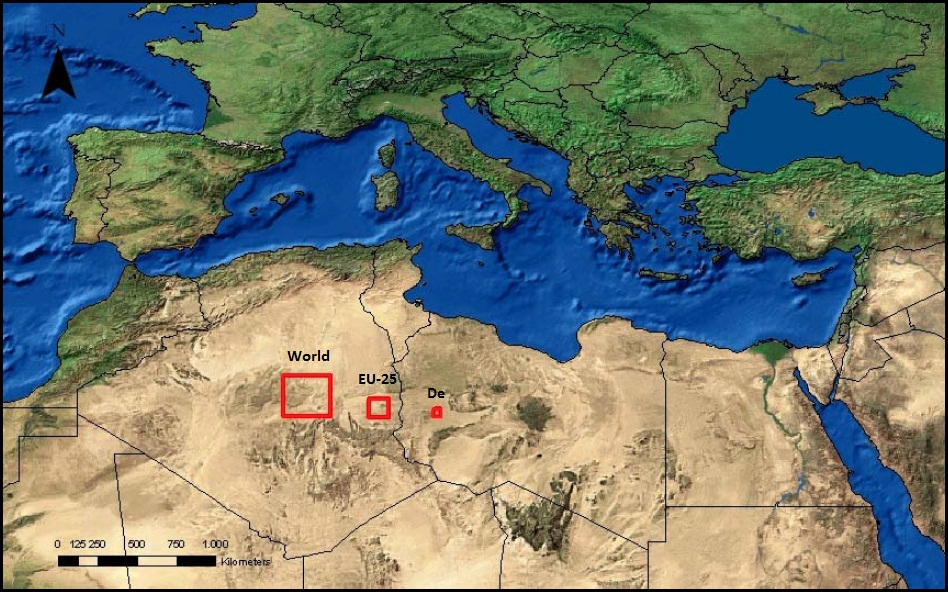
Ter illustratie: Een gebied zo groot als het rode vierkant is voldoende voor de collector van thermische zonne-energie om elektriciteit op te wekken voor respectievelijk de hele wereld, landen van de Europese Unie en Duitsland.
(Gegevens geleverd door de DLR, 2005)

Satellietstudies van het Duitse Centrum voor de Ruimte hebben aangetoond dat, gebruikmakend van minder dan 0,3% van de hele woestijnoppervlakte in de MENA-regio, zonnewarmtecentrales al genoeg elektriciteit en water kunnen opwekken om aan de huidige energievraag en zijn voorziene stijging te voldoen. Schone zonne-energie kan dan via een hoogspanningsgelijkstroomnet (HVDC) naar Europa worden getransporteerd (op deze verbinding bedraagt het verlies niet meer dan 10-15%). De passaatwinden van Zuid-Marokko kunnen gebruikt worden voor het genereren van enige extra back-upenergie. Landen zoals Egypte, Algerije, Jordanië en Marokko hebben reeds sterke interesse getoond in het concept.

## De technologie

Tekening van een parabolische trogcentrale

Transmissieverlies bedraagt op een hoogspanningsgelijkstroomkabel (HVDC) slechts 3% per 1000 km. Aangezien de zonnewarmtecentrales in Noord-Afrika ongeveer drie keer zoveel energie opwekken als deze in Centraal-Europa zouden doen, is het economisch gunstiger om de energie in Noord-Afrika op te wekken.
Thermische zonne-energie gebruikt spiegels om de zonne-energie te concentreren en vervolgen stoom op te wekken om daarmee elektriciteit te genereren. Een interessante extra bijkomstigheid is dat op deze manier water ontzilt kan worden om de plaatselijke bevolking van zoet water te voorzien. Verder bestaan er ook reeds technieken om het teveel aan zonnewarmte op te slaan zodat de stoomturbine ook tijdens de nacht kan werken om zodoende een ononderbroken elektriciteitsopwekking mogelijk te maken.

## De haalbaarheid

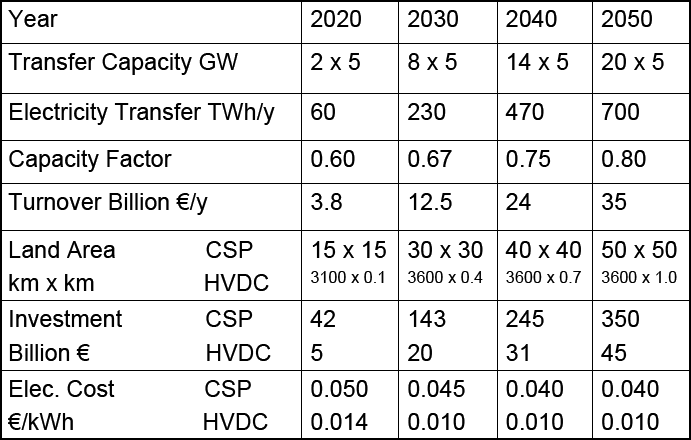
Capaciteit, Kosten & Ruimte:
Hoofdindicatoren van de totale EU-MENA HVDC-interconnectie Concentrating Zonnewarmte (CSP) centrales van 2020 – 2050 volgens het TRANS-CSP-scenario

De vereiste technologie is reeds volledig ontwikkeld en tientallen jaren in gebruik. ABB en Siemens hebben HVDC-stromen in de afgelopen jaren reeds meermaals gebruikt en hebben op de Wereld Energie Vergadering 2006 in Hannover bevestigd dat het implementeren van zo'n energienetwerk technisch geen probleem kan zijn.
Zonnewarmtecentrales zijn sinds 1985 commercieel in gebruik in Kramer Junction in Californië. Er zijn diverse zonnewarmtecentrales in gebruik in Spanje.
Het Duitse Centrum voor Lucht- en Ruimtevaart heeft uitgerekend dat als deze centrales op grote schaal worden gebouwd, de geschatte kosten van deze energie op 5-6,4 cent/kWh uitkomt. Hierbij is het transport naar Centraal-Europa inbegrepen.